# Venancio Tanio
Venancio Tanio (auch Venancia Tanio) ist ein philippinischer Poolbillardspieler.

## Karriere
Im Februar 2000 machte Venancio Tanio mit dem neunten Platz bei den Motolite International 9-Ball Championship erstmals auf sich aufmerksam. 
Im April 2010 erreichte er bei der 8-Ball-WM erstmals die Finalrunde einer Weltmeisterschaft und unterlag erst im Viertelfinale dem späteren Weltmeister Karl Boyes aus.
Bei der 9-Ball-WM 2010 besiegte Tanio in der Runde der letzten 64 den Deutschen Ralf Souquet, schied aber im Sechzehntelfinale gegen Hayato Hijikata aus.
Im September 2010 wurde er Siebzehnter bei den China Open.
2011 schied Tanio bei der 10-Ball-WM in der Runde der letzten 64 aus und erreichte wenige Wochen später das Viertelfinale der 9-Ball-WM, das er nur knapp mit 10:11 gegen den späteren Weltmeister Yukio Akakariyama verlor.